# Проспект Миколи Бажана
Проспе́кт Мико́ли Бажана́ — проспект у Дарницькому районі міста Києва, житлові масиви Осокорки, Позняки, Харківський. Пролягає від Південного мосту до Харківської площі.
Прилучаються вулиці Зарічна вулиця, Центральна, Дніпровська набережна, вулиці Єлизавети Чавдар, Бориса Гмирі, проспект Петра Григоренка, вулиці Лариси Руденко, Ревуцького, Братства тарасівців, Вірменська, Братів Чибінєєвих, Кам'янська, Горлівська та Харківське шосе. Під ним проходить частина Сирецько-Печерської лінії Київського метрополітену. Станції: Славутич, Осокорки, Позняки, Харківська, Вирлиця. Також планується побудувати однойменну станцію Проспект Бажана п'ятої Лівобережної лінії метрополітену Києва, що стане переходом на станцію Позняки Сирецько-Печерської лінії.

## Історія
Проспект прокладений протягом 1980-х років. Первісна назва — Нова́ ву́лиця, з 1983 року — проспе́кт Декабри́стів (з 1984 до 2022 року ім'я декабристів мала інша вулиця на Харківському масиві — нинішня вулиця Братства тарасівців).
Сучасна назва на честь українського поета та енциклопедиста Миколи Бажана — з 1984 року.

## Установи та заклади
- Спеціалізована загальноосвітня школа № 316 з поглибленим вивченням української мови (буд. № 32-А)
- Дарницьке районне управління юстиції м. Києва (буд. № 7-Е)
- СЕС Дарницького району (буд. № 7-Е)
- ВГІРФО Дарницького району (буд. № 3-А)
- Дитячий кінотеатр «Факел» (буд. № 3-А)

## Зображення

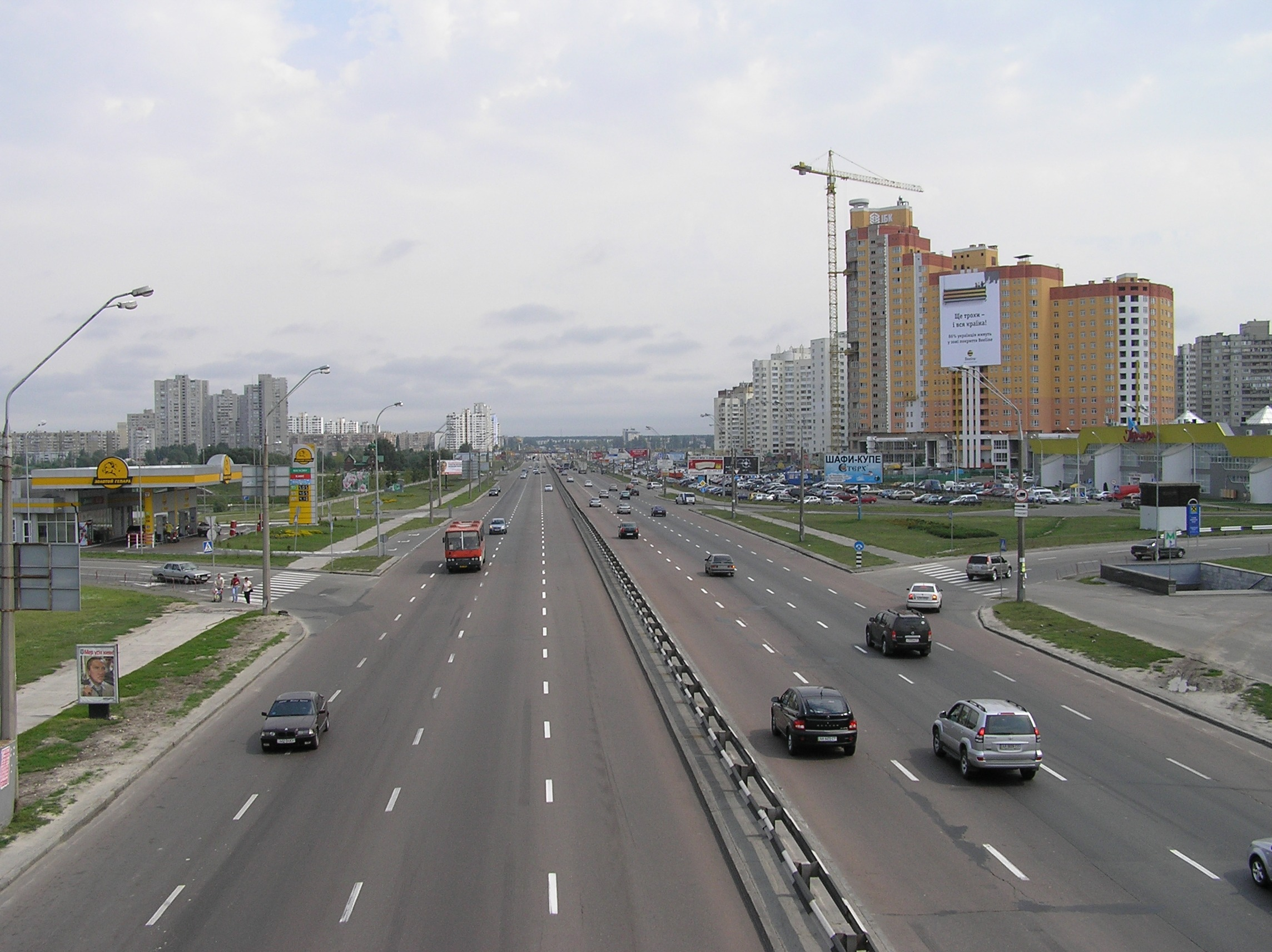
Проспект Миколи Бажана на схід
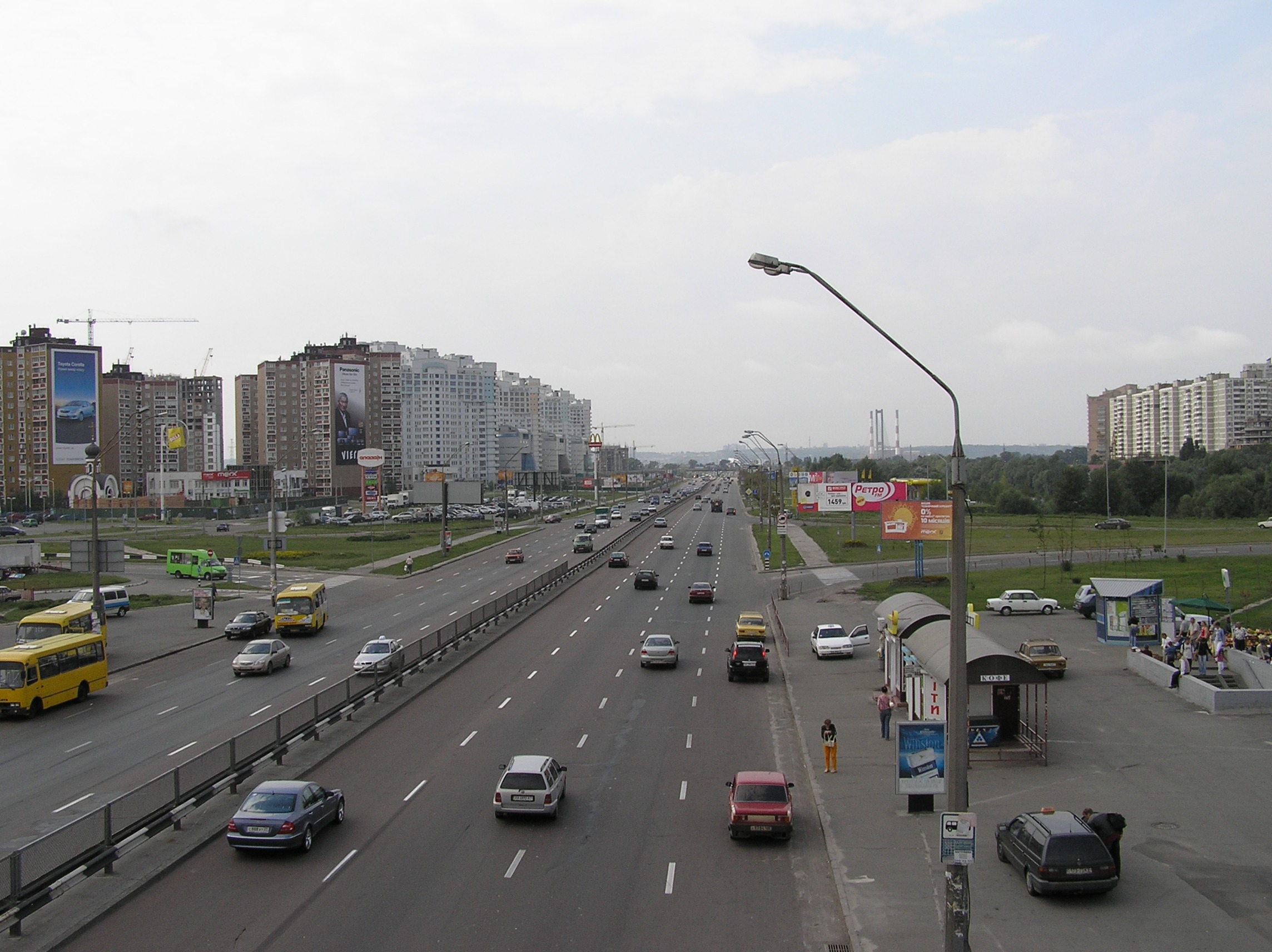
Проспект Миколи Бажана на захід
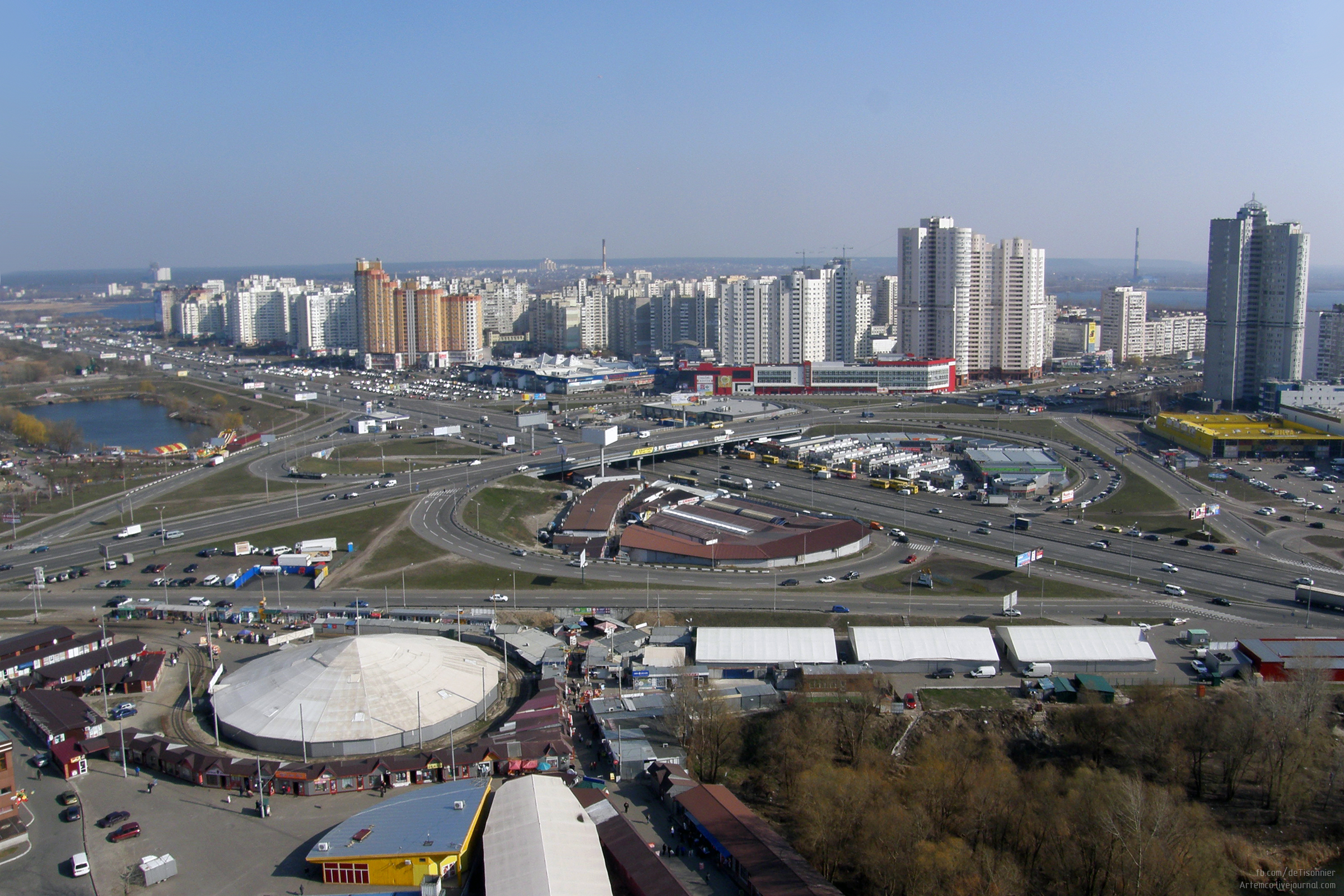
Транспортна розв'язка з проспектом Петра Григоренка
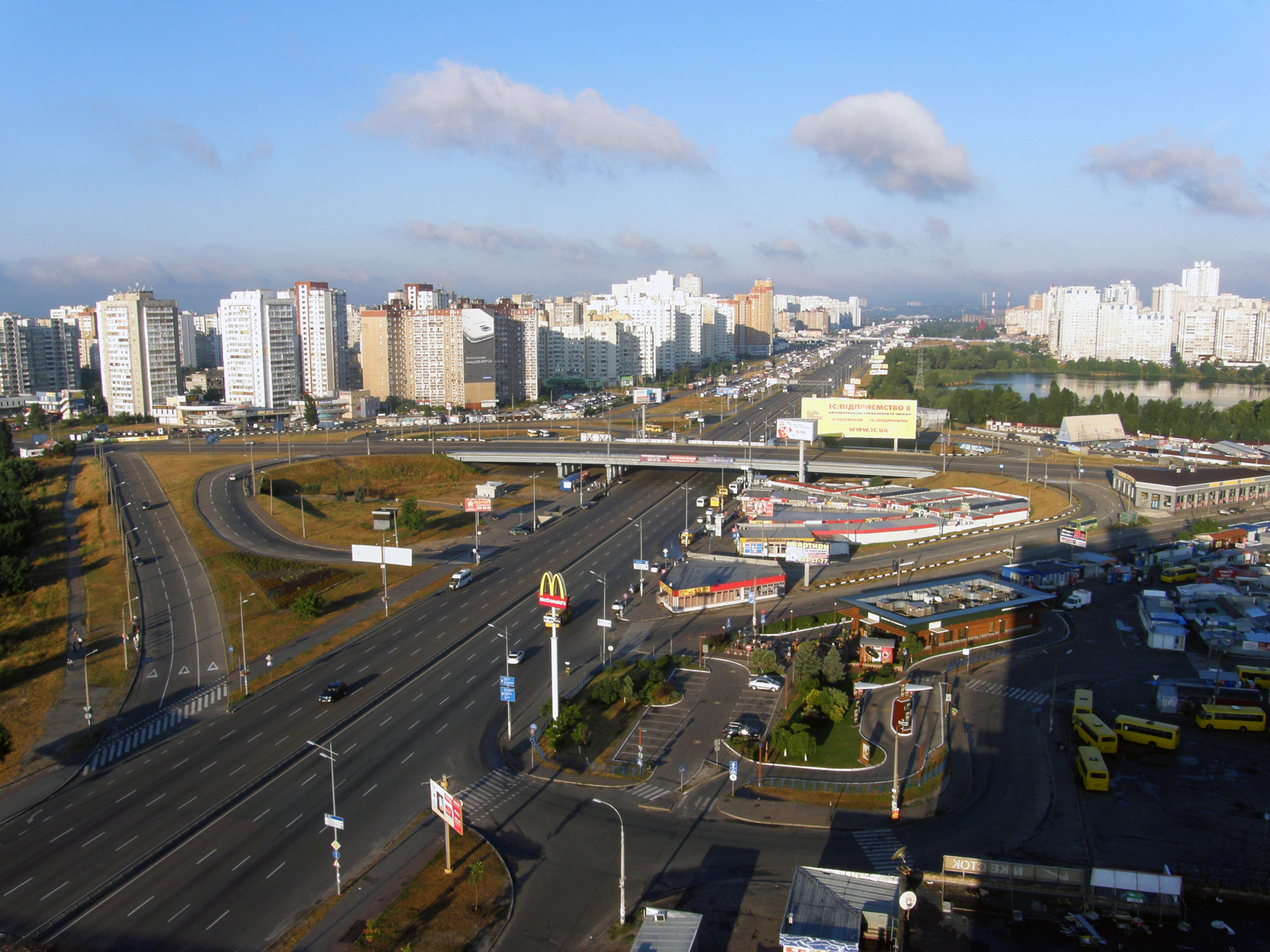
Транспортна розв'язка з вулицею Ревуцького
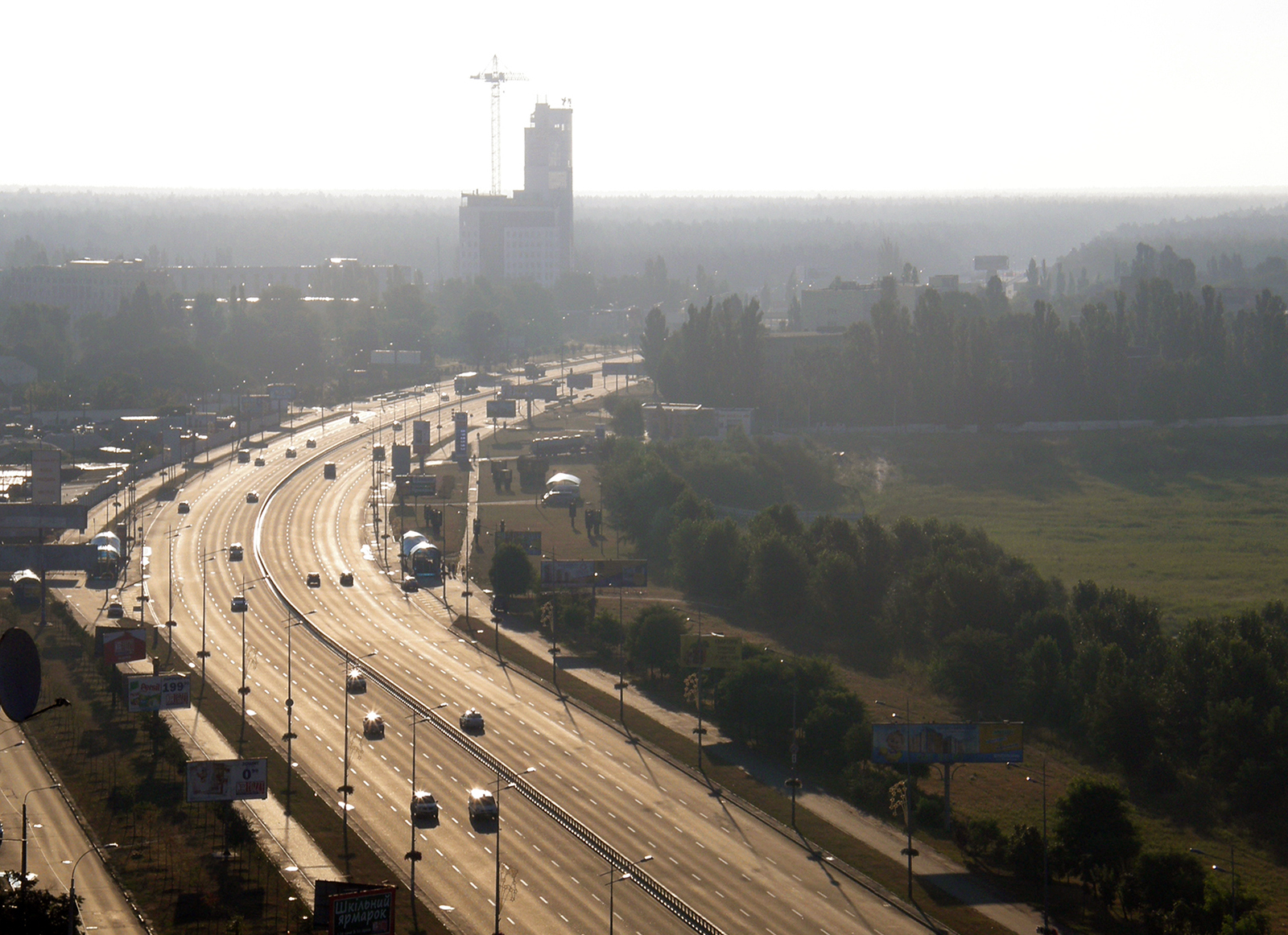
Проспект між вулицею Ревуцького та Харківською площею